# Franz Gruss

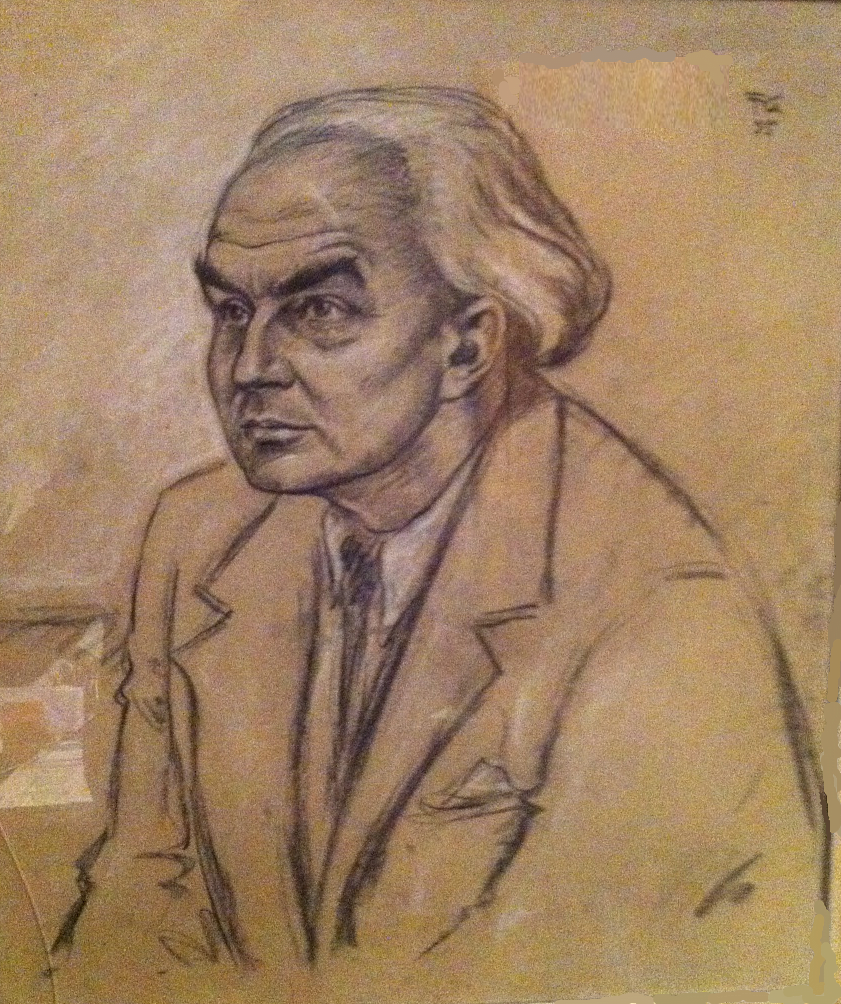
Der Physiker Horst Teichmann (1955), Kohlezeichnung Franz Gruss

Franz von Borgia Ernst Hermann Vinzenz Josef Gruss (* 3. Juni 1891 in Graslitz; † 28. September 1979 in Mistelbach) war ein österreichischer Maler, Zeichner und Freskant.

## Leben
Franz Gruss war der Sohn des aus Wien gebürtigen Buchhalters Franz Wenzl Gruss in Graslitz, Haus Nr. 306, und der Wilhelmine geb. Fila aus Skuteč. Seine Taufe erfolgte am 14. Juni 1891. Gruss besuchte die Oberrealschule in Eger, wo er 1909 das Abitur ablegte. Bis 1914 wurde er an der Akademie der bildenden Künste in Wien ausgebildet. Dort wurde er von Professor Alois Delug und Rudolf Jettmar gefördert. 1910 erhielt er die Füger-Medaille für sein Bild „Hiob wird von seinen Freunden besucht“.
Zu Beginn des Ersten Weltkriegs rückte Gruss ein und geriet 1915 in russische Gefangenschaft, die er in Sibirien verbringen musste. Dort schnitzte er für den Kriegsgefangenenfriedhof ein überlebensgroßes Kruzifix. Ein großes Altarbild soll sich inzwischen in Adelsberg in Istrien befinden.

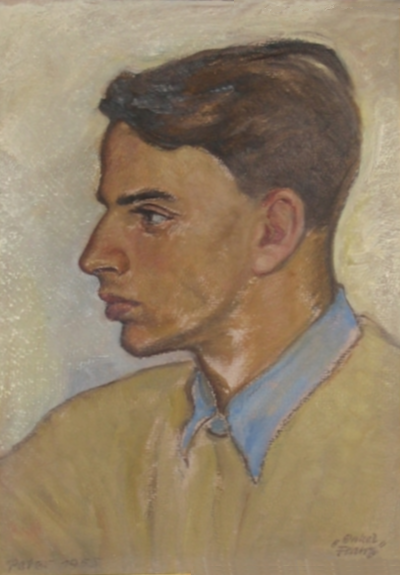
Porträt eines jungen Mannes

Nach einem missglückten Fluchtversuch gelang Gruss im März 1918 doch noch die Flucht aus Sibirien und er kehrte noch vor Ende des Krieges nach Hause zurück.
Nach dem Kriegsende 1918 und dem Untergang der Monarchie Österreich-Ungarn stand Franz Gruss vor der Wahl, eine festbezahlte Stelle als Mittelschullehrer anzunehmen oder sich endgültig der freien Kunst zu widmen, und sich damit für eine materiell ungesicherte Zukunft zu entscheiden. So entstand eine Spannung zwischen Entbehrung und schöpferischer Tätigkeit. Bilder wie die Grablegung (1919) und die Kreuzabnahme (1920) entstanden in dieser Zeit.
Bis 1923 besuchte er wiederum die Meisterschule in Wien. 1924 errichtete er ein eigenes Atelier im selbstgezimmerten Blockhaus, östlich von Silberbach im Erzgebirge, inmitten von Bergen und Wäldern. 1926 wurde die Ausgestaltung der ehemaligen St.-Clara-Kirche in Eger, die der Barockbaumeister Christoph Dientzenhofer entworfen hatte, zu einer Gedächtnisstätte für die Gefallenen des Ersten Weltkrieges für alle sudetendeutschen Künstler ausgeschrieben. Dies war der bedeutendste Auftrag, der zu dieser Zeit für Künstler vergeben wurde. Unter den 22 eingereichten Entwürfen erhielt Gruss den 1. und 2. Preis und den Auftrag zur Ausführung, die allerdings erst 1936 erfolgte. Gruss beteiligte sich an mehreren Ausstellungen der Secession in Wien. Darüber hinaus waren seine Werke in Eger (1930), Karlsbad, Brüx, Prag, Teplitz, Reichenberg, Breslau und Weiden in der Oberpfalz zu sehen. In den Jahren um 1939 war Franz Gruss als Maler und Illustrator für das Sudetendeutsche Hilfswerk tätig.
Die Vertreibung aus der Heimat führten ihn und seine Familie nach Wien. 1947 gestaltete er dort das Haus der Tischlerinnung mit einem Sgraffito aus. Es folgten Arbeiten im öffentlichen und kirchlichen Bereich. So stattete der Maler 1959 in Emskirchen, die ein Jahr zuvor eingeweihte, katholische Filialkirche Maria Königin mit drei großen Fresken (siehe unten Lit. Raimund Atzinger S. 117) und vierzehn kleineren, ebenfalls „al fresco“ gemalten Kreuzwegbildern aus. – Studienreisen führten ihn nach Italien, Griechenland, Frankreich und Spanien. 1974 fand im Egerland-Kulturhaus in Marktredwitz eine Ausstellung zum Lebenswerk des Künstlers statt.

## Auszeichnungen
- Franz Gruss erhielt 1923/24 das österreichische Staatsreisestipendium, den sogenannten Rompreis.
- Franz Gruss wurde 1956 mit dem Nordgau-Kulturpreis (früher Ehrenpreis) der Stadt Amberg im Bereich Bildende Kunst ausgezeichnet.[3]

## Werke (Auswahl)
- Porträt des Dichters Anton Franz Dietzenschmidt, 1925, Öl auf Leinwand, 95×72 cm, Kunstforum Ostdeutsche Galerie, Regensburg
- Tote Sonnenblumen, 1930, Öl auf Leinwand, 90×65 cm, Kunstforum Ostdeutsche Galerie, Regensburg  Franz Gruss

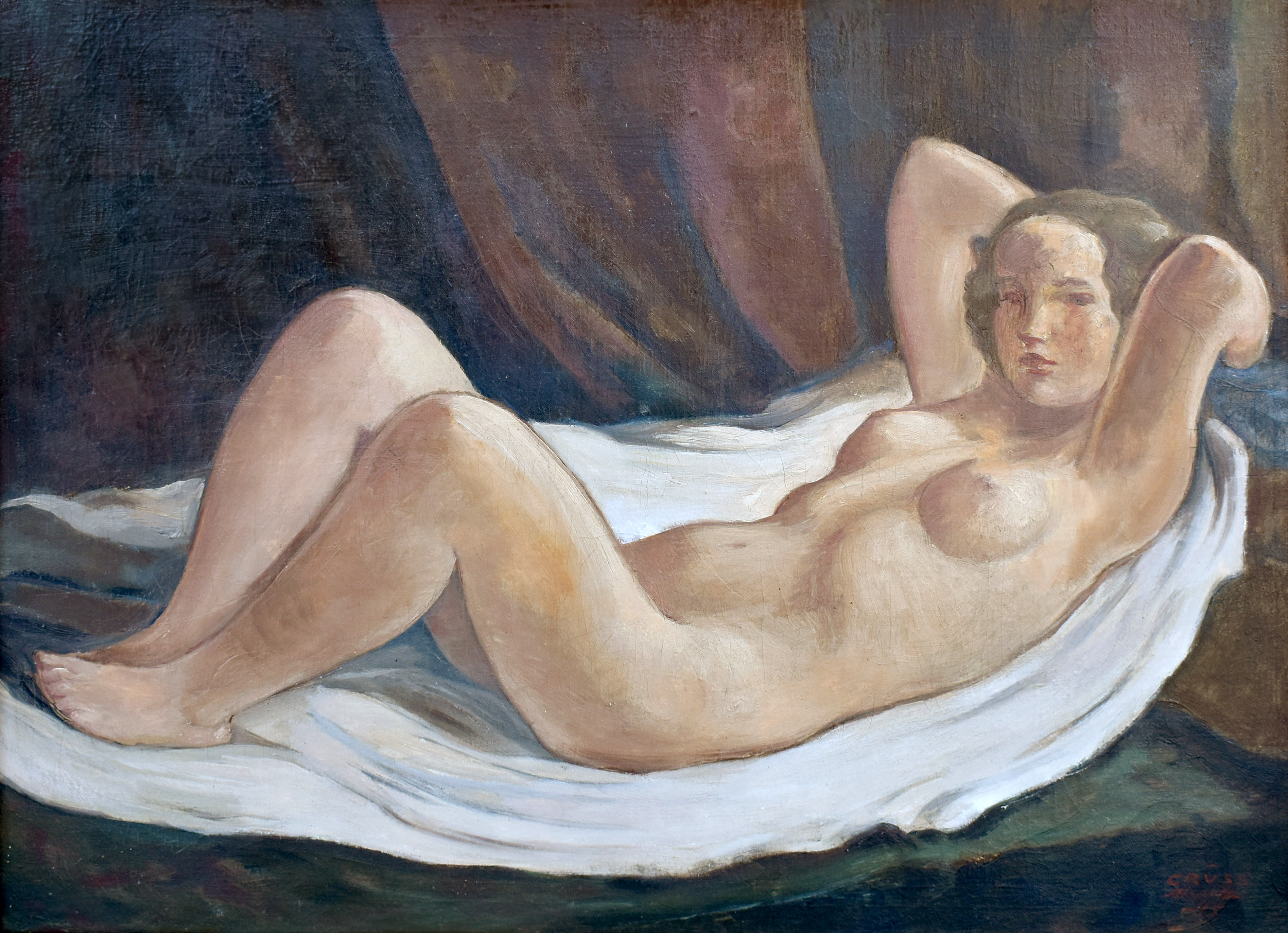
Franz Gruss